# Metrite equina contagiosa
Metrite contagiosa dos equídeos ou metrite equina contagiosa é um tipo de metrite (inflamação uterina) em cavalos que é causada por uma infecção sexualmente transmissível. É, portanto, uma doença venérea equina do trato genital dos cavalos, causada pela bactéria Taylorella equigenitalis e disseminada pelo contato sexual. 
A metrite contagiosa equina foi originalmente identificada na área de Newmarket, Inglaterra, em 1977 e subsequentemente descrita no Kentucky, Estados Unidos, é transmitida principalmente no coito, pode permanecer nos órgãos genitais indefinidamente, se alojam principalmente nas fossas clitorianas e fossetas uretrais, o organismo causa uma endometrite necrosante purulenta intensa, com descamação do endométrio. Cultura é o único método de diagnóstico definitivo. Nos garanhões não é observada lesões.